# Hans-Dieter Musch
Hans-Dieter Musch (* 15. Februar 1934 in Berlin; † 29. Dezember 2024 in Gütersloh) war Journalist und Buchautor.

## Werdegang
Aufgewachsen in der Rheinpfalz (Neustadt an der Weinstraße) und in Baden-Württemberg (Heilbronn am Neckar) arbeitete Musch nach einer Lehre als Buchdrucker (1950) als Zeitungskorrektor. Ab 1960 war er Verleger und Herausgeber sowie Schreiber eines auf „Buntes“ spezialisierten Pressedienstes, freier Mitarbeiter zahlreicher bundesrepublikanischer Blätter. Ab 1965 war er Lokalredakteur bei der Schwetzinger Zeitung, 1967/69 Pressereferent des Fernsehens des Süddeutschen Rundfunks (Südfunk), Stuttgart. 1969/70 war er Redakteur „zur besonderen Verwendung“ (zbV) bei der Fernsehzeitschrift Gong in Nürnberg, dann wurde er nach zeitweiliger Übernahme des Verlags durch Gruner + Jahr nach Stuttgart versetzt, um dort ein Außenbüro der Zeitschrift aufzubauen und zu leiten. Ab 1975 war er Pressereferent beim Landkreis Böblingen; ab 1. Januar 1978 dann Pressereferent der Stadt Gütersloh, ab Mitte 1978 gleichzeitig Geschäftsführer des Verkehrsvereins Gütersloh. Seit April 1998 ist er im Ruhestand.
Obwohl ohne Studium, interessierte sich Musch schon früh für Kunst und Geschichte. Das erklärt vielleicht, dass er bereits als Redakteur beim „Gong“ eine Serie über ehemalige Rundfunkschaffende des Süddeutschen Rundfunks veröffentlicht hat. Während seiner Tätigkeit als Pressereferent des Landkreises Böblingen vertraute ihm der Landrat sehr schnell auch eine Art Posten als „Kunstbeauftragter“ an: Musch wählte Kunstwerke für Altenheime und ein Kreiskrankenhaus aus, organisierte die Festivitäten rund um Schuleinweihungen und rief die Reihe „Kunst im Landratsamt“ ins Leben. Seiner Initiative ist es zu verdanken, dass im neu entstandenen Landratsanbau soviel Raum geschaffen wurde, dass dort Ausstellungen stattfinden konnten. Ehrenamtlich betreute Musch für einige Zeit die Öffentlichkeitsarbeit des Fördervereins für die Rettung der Stiftskirche Herrenberg.
Als Geschäftsführer des Verkehrsvereins Gütersloh rief er die Veranstaltungsreihe „Gütersloher Sommer“ sowie den im Herbst stattfindenden „Gütersloher Schinkenmarkt“ ins Leben, der westfälische Traditionen aufgreift. Der geschichtlich interessierte Journalist arbeitete als Chronist der Stadt. Die Symbolfigur der Stadt, der Gütersloher Fuhrmann, ist ebenso ein Kind von Muschs Erfindungsgeist. Das Fuhrmannsgewerbe spielte im 18. und 19. Jahrhundert eine große Rolle in Gütersloh.
In Gütersloh stieß Musch durch einen Leserbrief in den drei Tageszeitungen die Schaffung eines bis dahin nicht bestehenden Stadtarchivs an. Es wurde 1984 geschaffen. Den bildenden Künstlern in der Stadt bot er in den Partnerstädten in Frankreich, Großbritannien und Polen die Möglichkeit zu Ausstellungen. Dadurch entstand ein reger Kulturaustausch. Einige Jahre lang konnten nach einer Idee von Musch jährlich wechselnde Künstler die städtische Glückwunschkarte zum Jahreswechsel gestalten.
Musch war verheiratet mit Christa geb. Henkel (* 1943 in Gläsendorf/Schlesien) und hatte zwei Kinder, Martin (* 1972) und Barbara (* 1973).

## Frühere Ehrenämter
Musch war Beisitzer im Vorstand des Journalistenverbandes Ostwestfalen-Lippe und des Unterstützungsvereins dieses Verbandes, Gründungsmitglied der Internationalen Assoziation Deutschsprachiger Medien (IADM), Köln, und Redakteur von deren Pressedienst sowie mehr als ein Jahrzehnt Mitarbeiter von SBS-Radio Australien.

## Veröffentlichungen
- Kurt Schatz: Im Schatten von Hammer und Sichel. Heilbronn 1957 (als Verleger).
- Schönbuch und Gäu. Theiss, Stuttgart 1976.
- Gütersloh in Westfalen. Flöttmann, Gütersloh 1978.
- mit anderen: Gütersloh-Chronik. Bd. 2–6 (1975–2014). Flöttmann, Gütersloh 1985 ff.
- Gütersloher Skizzen. Flöttmann, Gütersloh 1985.
- Gütersloher erzählen Geschichte. Flöttmann, Gütersloh 1985 (als Herausgeber im Auftrag der Stadt Gütersloh).
- Gütersloh – Die Stadt. Flöttmann, Gütersloh 1992.
- Die Kindergräber von Gütersloh. Stadt Gütersloh, Gütersloh 1993 (als Herausgeber).
- Der Minden-Ravensberger. Das Jahrbuch in Ostwestfalen. Verlag für Regionalgeschichte, Bielefeld/Gütersloh (seit 1997 und bis 2009 als Alleinredakteur).
- Vertrieben und angekommen. Erinnerungen an Vertreibung, Flucht und Gefangenschaft. Verlag für Regionalgeschichte, Bielefeld 2007 (als Herausgeber für die Volkshochschule Gütersloh), ISBN 978-3-89534-712-2.
- Weißt du noch? Erinnerungen an das alte Gütersloh. Flöttmann, Gütersloh 2011, ISBN 978-3-87231-126-9.
- Als ob es gestern war. Gütersloher kramen in ihren Erinnerungen. Graphischer Betrieb und Verlag Rehling, Rietberg, 2015, ISBN 978-3-924088-16-3.